# Hardwired... to Self-Destruct
Hardwired ... to Self-Destruct er det amerikanske heavy metal-band Metallicas tiende studiealbum. Det blev udgivet 18. november 2016 og er produceret af Greg Fidelman.